# Struga poesikvällar
Struga poesikvällar (makedonska: Струшки вечери на поезијата) är en internationell poesifestival som anordnas årligen i staden Struga vid Ohridsjön i Nordmakedonien, främst känd för utdelningen av priset Gyllene kransen. Festivalen äger rum i augusti och varar i fem dagar, med poesiuppläsningar, litterära symposier och en avslutningsceremoni vid den så kallade ”poesibron” över floden Svarta Drin.

## Historia
Festivalen grundades år 1962 för att fira 100-årsminnet av utgivningen av bröderna Miladinovs diktsamling. Ursprungligen deltog enbart poeter från den dåvarande jugoslaviska delrepubliken Makedonien, men redan 1963 breddades deltagandet till hela Jugoslavien. År 1966 blev festivalen internationell, och samma år instiftades förstapriset Den gyllene kransen (makedonska: Златен венец), som varje år tilldelas en framstående samtida poet.
Struga poesikvällar blev tidigt en mötesplats för poeter från både öst och väst. Under de första åren gick priset främst till författare från östblocket, men 1971 belönades den brittiske författaren W.H. Auden och 1972 den chilenske poeten Pablo Neruda. Den första internationella pristagaren var den sovjetiske poeten Robert Rozhdestvenskij. Två svenska poeter har hittills (2025) mottagit Gyllene kransen: Artur Lundkvist (1977) och Tomas Tranströmer (2003). Samtliga pristagare får ett minnesträd planterat i festivalparken tillsammans med en namnskylt.

## Program och priser
Festivalen inleds varje år med uppläsning av en dikt av Konstantin Miladinov framför stadens kulturcenter. Därefter följer flera dagar av poesiuppläsningar runt om i Struga, både inomhus och utomhus, särskilt längs floden. Evenemanget kulminerar med en storslagen ceremoni på ”poesibron”, där pristagare i olika kategorier hyllas av en stor publik. Utöver Den gyllene kransen delas flera andra priser ut:
- Ett Unesco-sponsrat debutantpris till bästa diktsamling av en ung poet.

- Ett pris för bästa bok publicerad mellan två festivaler.

- Ett särskilt pris till en makedonsk poet i förskingringen.

Festivalen ger också ut antologier med verk från deltagande poeter. En svensk antologi publicerades 1988. I festivalbiblioteket förvaras omkring 10 000 böcker, manuskript, fotografier och andra bidrag från gästande poeter.

## Vinnare
| År   | Gyllene kransen          | Land                    | Bästa unga poet         | Land           |
| ---- | ------------------------ | ----------------------- | ----------------------- | -------------- |
| 1966 | Robert Roždestvenskij    | Ryssland                |                         |                |
| 1967 | Bulat Okudzjava          | Ryssland                |                         |                |
| 1968 | László Nagy              | Ungern                  |                         |                |
| 1969 | Mak Dizdar               | Bosnien och Hercegovina |                         |                |
| 1970 | Miodrag Pavlović         | Serbien                 |                         |                |
| 1971 | W.H. Auden               | USA                     |                         |                |
| 1972 | Pablo Neruda             | Chile                   |                         |                |
| 1973 | Eugenio Montale          | Italien                 |                         |                |
| 1974 | Fazıl Hüsnü Dağlarca     | Turkiet                 |                         |                |
| 1975 | Léopold Sédar Senghor    | Senegal                 |                         |                |
| 1976 | Eugène Guillevic         | Frankrike               |                         |                |
| 1977 | Artur Lundkvist          | Sverige                 |                         |                |
| 1978 | Rafael Alberti           | Spanien                 |                         |                |
| 1979 | Miroslav Krleža          | Kroatien                |                         |                |
| 1980 | Hans Magnus Enzensberger | Tyskland                |                         |                |
| 1981 | Blaže Koneski            | Nordmakedonien          |                         |                |
| 1982 | Nichita Stănescu         | Rumänien                |                         |                |
| 1983 | Sachchidananda Agyey     | Indien                  |                         |                |
| 1984 | Andrej Voznesenskij      | Ryssland                |                         |                |
| 1985 | Jannis Ritsos            | Grekland                |                         |                |
| 1986 | Allen Ginsberg           | USA                     |                         |                |
| 1987 | Tadeusz Różewicz         | Polen                   |                         |                |
| 1988 | Desanka Maksimović       | Serbien                 |                         |                |
| 1989 | Thomas W. Shapcott       | Australien              |                         |                |
| 1990 | Justo Jorge Padrón       | Spanien                 |                         |                |
| 1991 | Joseph Brodsky           | Ryssland                |                         |                |
| 1992 | Ferenc Juhász            | Ungern                  |                         |                |
| 1993 | Gennadij Ajgi            | Ryssland                |                         |                |
| 1994 | Ted Hughes               | Storbritannien          |                         |                |
| 1995 | Yehudah Amichai          | Israel                  |                         |                |
| 1996 | Makoto Ooka              | Japan                   |                         |                |
| 1997 | Adunis                   | Syrien                  |                         |                |
| 1998 | Liu Banjiu               | Kina                    |                         |                |
| 1999 | Yves Bonnefoy            | Frankrike               |                         |                |
| 2000 | Edoardo Sanguineti       | Italien                 |                         |                |
| 2001 | Seamus Heaney            | Irland                  |                         |                |
| 2002 | Slavko Mihalić           | Kroatien                |                         |                |
| 2003 | Tomas Tranströmer        | Sverige                 |                         |                |
| 2004 | Vasco Graça Moura        | Portugal                | Angelo V. Suárez        | Filippinerna   |
| 2005 | William S. Merwin        | USA                     | Andrea Cote             | Colombia       |
| 2006 | Nancy Morejón            | Kuba                    | Marianna Geide          | Ryssland       |
| 2007 | Mahmoud Darwish          | Palestina               | Manua Rime              | Belgien        |
| 2008 | Fatos Arapi              | Albanien                | Antonia Novakovic       | Kroatien       |
| 2009 | Tomaž Šalamun            | Slovenien               | Ousmane Sarrouss        | Senegal        |
| 2010 | Ljubomir Levtjev         | Bulgarien               | Siim Kera               | Estland        |
| 2011 | Mateja Matevski          | Nordmakedonien          | Hiroshi Taniuchi        | Japan          |
| 2012 | Mongane Wally Serote     | Sydafrika               | François-Xavier Maigre  | Frankrike      |
| 2013 | José Emilio Pacheco      | Mexiko                  | Nikolina Andova Shopova | Nordmakedonien |
| 2014 | Ko Un                    | Sydkorea                | Harry Man               | Storbritannien |
| 2015 | Bei Dao                  | Kina                    | Paula Bozalongo         | Spanien        |
| 2016 | Margaret Atwood          | Kanada                  | Runa Svetlikova         | Belgien        |
| 2017 | Charles Simic            | USA                     | Goran Čolakhodžić       | Kroatien       |
| 2018 | Adam Zagajewski          | Polen                   | Pauli Tapio             | Finland        |
| 2019 | Ana Blandiana            | Rumänien                | Monika Herceg           | Kroatien       |
| 2020 | Amir Or                  | Israel                  | Martina Strakova        | Slovenien      |
| 2021 | Carol Ann Duffy          | Storbritannien          | Vladan Kreckovic        | Serbien        |
| 2022 | Shuntaro Tanikawa        | Japan                   | Gerardo Masuccio        | Italien        |
| 2023 | Vlada Urošević           | Nordmakedonien          |                         |                |
| 2024 | Jean-Pierre Siméon       | Frankrike               | Filipa Sara Popova      | Nordmakedonien |